# Молшилик
Молшили́к (каз. Молшылық) — село у складі Жетисайського району Туркестанської області Казахстану. Входить до складу Кизилкумський сільського округу.
У радянські часи село було частиною села Отділення № 2 совхоза імені XX Партз'їзду, до 2000 року — Ленінжол.
Населення — 218 осіб (2021; 204 у 2009, 199 у 1999, 136 у 1989).